# 森川俊常
森川 俊常（もりかわ としつね）は、下総生実藩の第5代藩主。

## 生涯
元禄10年（1697年）12月8日、第4代藩主・森川俊胤の次男として生まれる。庶子だったために家督相続から外されていたが、兄が早世し、弟ながら正室の子であるため嫡男であった重能も享保元年（1716年）に早世したことにより、同年に父より世子に指名された。享保元年（1716年）7月22日に従五位下・内膳正に叙位・任官する。この頃の名乗りは「森川重基」。
享保9年（1724年）12月1日、江戸幕府第8代将軍・徳川吉宗の世子である徳川家重が元服した際、「重」の字を避けるために父（重令から俊胤）と共に名を「俊常」に改名した。享保17年（1732年）閏5月11日に父が病気により隠居したため家督を継ぎ、8月9日に大番頭に任じられる。享保18年（1733年）8月5日に大坂城番に任じられる。享保19年（1734年）7月1日に父に先立って死去した。享年38。
跡を養子の俊令が継いだ。

## 系譜
父母
- 森川俊胤（父）
- 放雲院 ー 側室（母）

側室
- 嶺松院

子女
- 以智（長女） ー 森川俊令正室
- 森川俊因室
- 内藤正芳室、森川俊令の養女

養子
- 森川俊令 ー 森川重良の次男